# اتحاد المقعدين اللبنانيين
اتحاد المقعدين اللبنانيين  هي منظمة غير حكومية، مدافعة عن حقوق ذوي الاحتياجات الخاصة في لبنان، وقد تأسست عام 1981 وتهدف المنظمة إلى تطبيق الحقوق المشروعة المنصوص عليها في  المواثيق الدولية لهذه الفئة.  تحظى هذه المنظمة برعاية المؤسسة الدولية للأنظمة الانتخابية في الوقت الحالي من أجل زيادة جهودها في مساعدة المعاقين في الوصول إلى أماكن الاقتراع، وقد أظهر استطلاع حديث قام به اتحاد المقعدين اللبنانيين أن نسبة تبلغ أقل من 1% من أماكن الاقتراع في لبنان يمكن الوصول إليها من قبل  المقعدين .

## الخلفية التاريخية
أسست مجموعة صغيرة مكونة من ذوي الاحتياجات الخاصة اتحاد المقعدين اللبنانيين في منتصف العام 1981، وبقي الاتحاد نشطًا طوال فترة الحرب جراء الغزو الإسرائيلي للبنان؛ خلال فترة الحرب اللبنانية ركز الاتحاد على تعزيز السلم الأهلي والإغاثة المباشرة متوجاً تلك المرحلة بحملات التواقيع عام 1984.  كما كان أعضاء الاتحاد نشطين خلال المواسم السياسية في الأعوام 1992 و1996 و1998، وأُنتخب 3 رجال من المقعدين في حكومات  مجالس البلدية المحلية في عام 1998.

## الدعم
يحظى اتحاد المقعدين اللبنانيين بدعم من المجتمع الدولي، فقد حضر ممثلون عنه مؤتمر الأمم المتحدة المعني بالمرأة عام 1995.
كما بدأ الاتحاد العمل مع منظمات مماثلة في اليمن وبلدان أخرى في جميع أنحاء منطقة شرق البحر الأبيض المتوسط مثل:جمهورية يوغوسلافيا السابقة.
بالإضافة إلى ذلك، فقد نال الاتحاد دعمًا كبيرًا من قبل المؤسسة الدولية للأنظمة الانتخابية في الأنشطة الانتخابية مثل: استطلاعات الرأي وحملات الوصول إلى  مراكز الاقتراع.

## روابط خارجية
- LPHU Home Page